# Палаццо Гуссони-Гримани-делла-Вида
Палаццо Гуссони-Гримани-делла-Вида (итал. Palazzo Gussoni Grimani Della Vida) — дворец Венеции, расположенный в районе Каннареджо и обращённый к левой стороне Гранд-канала, напротив Ка-Пезаро. Построен в середине XVI века в стиле Возрождения. 

## История
Нынешнее здание построено между 1548 и 1556 годами для членов семьи Гуссони, проживавших в Венеции с XI века. Архитектором, отвечающим за перестройку предыдущей готической резиденции, скорее всего был Микеле Санмикели, но не все специалисты с этим согласны. Между 1614 и 1618 годами в этом здании помещалось английское посольство, между 1647 и 1690 годами это была резиденция Дельфийской академии, которая прославилась изучением красноречия.
Семья владельцев Гуссони вымерла в 1735 году со смертью сенатора Джулио Гуссони (итал.  Giulio Gussoni), который оставил имущество своей жене Фаустине Лаццари и дочери Джустиниане, которая позже стала известна своим любовным побегом с графом Бергамо Франческо Тассис. Последующими владельцами были Гримани, купившие дворец в XVIII веке, и Чезаре делла Вида (итал. Cesare Della Vida ), богатый бизнесмен еврейского происхождения. 
В настоящее время здание находится в государственной собственности, в нём размещён окружной административный суд области Венеция (итал. Tribunale Amministrativo Regionale del Veneto).